# Чернявский, Александр Петрович
Александр Петрович Чернявский (1910—1969) — сельскохозяйственный деятель, Герой Социалистического Труда (1957).

## Биография
Родился 12 мая 1910 года в станице Каневская (ныне — Каневской район Краснодарского края) в потомственной казачей семье Петра Ивановича Чернявского.
После окончания школы крестьянской молодёжи и школы бухгалтеров работал на Кубанской сельскохозяйственной опытной станции. В 1933—1935 годах проходил службу в Рабоче-крестьянской Красной Армии. Демобилизовавшись, окончил рабфак, затем учился в Кубанском институте винограда и виноделия (ныне — Кубанский государственный аграрный университет). Участвовал в боях Великой Отечественной войны, после тяжёлого ранения лишился левой ноги. В декабре 1943 года Чернявский окончил Ташкентский сельскохозяйственный институт, после чего работал старшим агрономом в станице Привольной Каневского района, позднее стал директором машинно-тракторной станции.
С 1950 года Чернявский руководил колхозом «Победа» в Кущёвском районе. Под его руководством колхоз стал одним из самых передовых в районе, в 1957 году собрав рекордный урожай зерновых.
Указом Президиума Верховного Совета СССР от 31 октября 1957 года за «особые заслуги в развитии сельского хозяйства и достижение высоких показателей по производству продуктов сельского хозяйства» Александр Чернявский был удостоен высокого звания Героя Социалистического Труда с вручением ордена Ленина и медали «Серп и Молот».
Проживал в селе Красное Кущёвского района. Умер 23 декабря 1969 года, похоронен в ограде братской могилы на кладбище в Красном.
Был также награждён орденом Отечественной войны 2-й степени и рядом медалей.
В честь Чернявского названа улица в Красном.